# سیمها فلاپان
سیمها فلاپان (انگلیسی: Simha Flapan؛ عبری: שמחה פלפן‎؛ ۲۷ ژانویه ۱۹۱۱ – ۱۳ آوریل ۱۹۸۷) مورخ و سیاستمدار اهل اسرائیل بود. او به خاطر کتاب تولد اسرائیل: افسانه‌ها و واقعیت‌ها (انگلیسی: The Birth of Israel: Myths And Realities) که در سال مرگش منتشر شد، شناخته شده‌است.

## زندگی‌نامه
سیمها فلاپان در ۲۷ ژانویه ۱۹۱۱ در توماشوف مازوویتسکی، کنگره لهستان به دنیا آمد. در اسرائیل، فلاپان دبیر ملی حزب چپ صهیونیستی ماپام و مدیر بخش امور عربی آن از سال ۱۹۵۹ تا اواسط دهه ۱۹۷۰ بود. او همچنین مجله نیو اوت‌لوک را - ماهنامه‌ای غیرحزبی که به ترویج نزدیکی اعراب و یهودیان می‌پرداخت - ویرایش می‌کرد.

## نگاهی به صهیونیسم
فلاپان در مقدمه «صهیونیسم و فلسطینیان» (۱۹۷۹) می‌نویسد:
برای رفع سوء تفاهم، می‌خواهم روشن کنم که اعتقاد من به توجیه اخلاقی و ضرورت تاریخی صهیونیسم تحت تأثیر ارزیابی مجدد انتقادی من از رهبری صهیونیستی قرار نگرفته‌است. تاریخ صهیونیسم نشان می‌دهد که تا چه اندازه میل به ایجاد جامعه‌ای جدید، مظهر ارزش‌های جهانی دموکراسی و عدالت اجتماعی، ذاتی جنبش صهیونیسم و مسئول پیشرفت آن در شرایط نامطلوب بوده‌است. مشکل اسرائیل امروز در از هم پاشیدگی این ارزش هاست که عمدتاً به دلیل سرمستی موفقیت نظامی و اعتقاد به برتری نظامی بجای صلح است. تا زمانی که ارزش‌های لیبرال و مترقی صهیونیسم احیا نشود و حقوق فلسطینیان برای تعیین سرنوشت در چارچوب همزیستی مسالمت‌آمیز به رسمیت شناخته نشود، جستجوی صلح اسرائیل محکوم به شکست است. من کاملاً معتقدم که این روندها در نهایت به نیروی تعیین‌کننده در اسرائیل تبدیل خواهند شد.

## آثار منتشرشده
- Flapan, Simha (1979). Zionism and the Palestinians (PDF). London: Croom Helm. ISBN 0-85664-499-4.
- Flapan, Simha (1987). The Birth of Israel: Myths and Realities (PDF). New York: Pantheon Books. ISBN 0-394-55888-X.

## آرشیوها
آرشیو شخصی و حرفه‌ای فلاپان در «یاد یااری»، مرکز تحقیقات و اسناد هاشومر هاتزیر در گیوات هاویوا است.